# Francisco Bullrich
Francisco Jorge Bullrich (Buenos Aires, 16 de septiembre de 1929-ibídem, 10 de agosto de 2011) fue un arquitecto argentino. Se destacó en su ámbito como historiador de arquitectura, como también en el ámbito académico. Por otra parte, se desempeñó como embajador de Argentina en Grecia a finales de la década de 1990.

## Biografía
Nació en Buenos Aires en 1929, hijo de Elvira Ana Teodelina Lezica Alvear Santamarina y de Jorge Manuel Bullrich Ocampo, se recibió como arquitecto en la  Facultad de Arquitectura, Diseño y Urbanismo de la Universidad de Buenos Aires en 1952. Posteriormente estudió en Hochschule für Gestaltung en Ulm (Alemania). Su estancia en Alemania lo hizo tomar contacto con las posturas de Nikolaus Pevsner, Konrad Wachsmann, entre otros arquitectos que pregonaban una visión social de la arquitectura moderna y simplista. En 1955, siguiendo estas posturas, propuso a la Comisión Nacional de Viviendas el uso de viviendas prefabricadas para atender a aquella problemática social.
Recibió la beca Guggenheim en 1975. Además de ejercer la docencia en la Universidad de Buenos Aires, de la cual integró el consejo directivo en su Facultad de Arquitectura, también fue profesor en la Universidad Nacional de Rosario y la Universidad Nacional del Litoral. Integró la Sociedad Central de Arquitectos.
Estuvo casado con la arquitecta Alicia Cazzaniga (1928-1968). El matrimonio integró el grupo OAM (Organización de Arquitectura Moderna), junto con otros arquitectos, entre 1948 y 1957. Junto con Clorindo Testa y Alicia Cazzaniga, ganó el concurso para el diseño de la Biblioteca Nacional de Argentina, cuyo proyecto data de la década de 1960. Por otra parte, fue el autor del proyecto para la embajada de Argentina en Brasilia, que nunca llegó a construirse.
Fue vicepresidente del Fondo Nacional de las Artes. El presidente Carlos Menem lo designó como embajador de Argentina en Grecia, puesto que ocupó entre 1997 y 1999. A su regreso a la Argentina, fue designado como director de Relaciones Internacionales de la Secretaría de Cultura de la Nación, cargo que desempeñó entre 2001 y 2003.
Falleció en agosto de 2011 a los 81 años, siendo sepultado en el Cementerio de la Recoleta.

## Publicaciones
- Arquitectura Argentina Contemporánea (1963).[4]
- Esquema de la Arquitectura Europea (1967).[4]
- Nuevos caminos de la arquitectura latinoamericana (1969).[2]
- Arquitectura latinoamericana 1930-1970 (1969).[2]

También fue colaborador en diarios y revistas, incluyendo el diario La Nación.